# 1321 Majuba
1321 Majuba (1934 JH) là một tiểu hành tinh vành đai chính được phát hiện ngày 7 tháng 5 năm 1934 bởi C. Jackson ở Johannesburg (UO).